# アイキューブドシステムズ
株式会社アイキューブドシステムズ（英称:i Cubed Systems, Inc.）は、福岡県福岡市に本社を置く、エンタープライズモバイル管理（EMM）市場においては国内最大手の企業。自社開発したEMMサービス「CLOMO」をSaaS、サブスクリプションの形で提供している。

## 概要
2001年に佐々木勉（現・CEO）が個人事業として創立した。2001年に有限会社化、2004年2月に株式会社化し、2020年7月には東証マザーズに上場、2022年4月にグロースへ移行した。福岡商工会議所所属。
従業員の数は、2023年6月30日現在で123名（前年度比24名増）。平均年齢は36.0歳、平均勤続年数は4.3年、平均年間給与は643万5,000円。
東京、大阪、名古屋、札幌、広島、仙台にオフィスを有する。

## 沿革
- 2001年（平成13年）
  - 9月 - 佐々木勉が福岡県福岡市西区に有限会社アイキューブドシステムズを設立
- 2004年（平成16年）
  - 2月 - 事業の拡大を目的として株式会社に組織変更
  - 4月 - 福岡県大野城市に本社事務所を移転
- 2010年（平成22年）
  - 7月 - ライセンス販売事業の販路拡大のため東京オフィスを東京都港区に新設
  - 11月 - MDMサービス「CLOMO MDM」を提供開始
- 2011年（平成23年）
  - 7月 - 法人向けモバイルアプリシリーズ「CLOMO SECURED APPs」を提供開始
  - 10月 - Apple社の Apple Consultants Network に参加
  - 12月 - 福岡県福岡市南区に本社事務所を移転
- 2015年（平成27年）
  - 10月-日本マイクロソフト株式会社とモバイルデバイス/IoT市場で協業を開始
- 2016年（平成28年）
  - 8月 - MDMサービス「CLOMO MDM」が Google EMM製品に認定
- 2019年（平成31年）
  - 1月 - MDMサービス「CLOMO MDM」が Google 社の「Android Enterprise Recommended」を取得
  - 4月 - 福岡県福岡市中央区に本社事務所を移転
- 2020年（令和2年）
  - 3月 - ライセンス販売事業の販路拡大のため大阪オフィスを大阪府大阪市北区に新設
  - 7月 - 東京証券取引所マザーズに上場
- 2021年（令和3年）
  - 2月 - Great Place to Work® Institute Japan 主催の2021年版「働きがいのある会社」ランキングの小規模（従業員25～99名）部門でベストカンパニーに選出
  - 11月 - CVC事業を運営する子会社として株式会社アイキューブドベンチャーズを設立
- 2022年（令和4年）
  - 4月 - 東京証券取引所の市場区分変更に伴い、上場市場区分を東京証券取引所グロース市場に変更
  - 6月 - コーポレートブランドを刷新
  - 7月 - 名古屋オフィスと札幌オフィスを開設
  - 11月 - 仙台オフィスを仙台市青葉区に開設

## 事業
- CLOMO事業（企業のモバイル端末の管理など）[1]
- 投資事業[1]